# Список колледжей и университетов Калифорнии

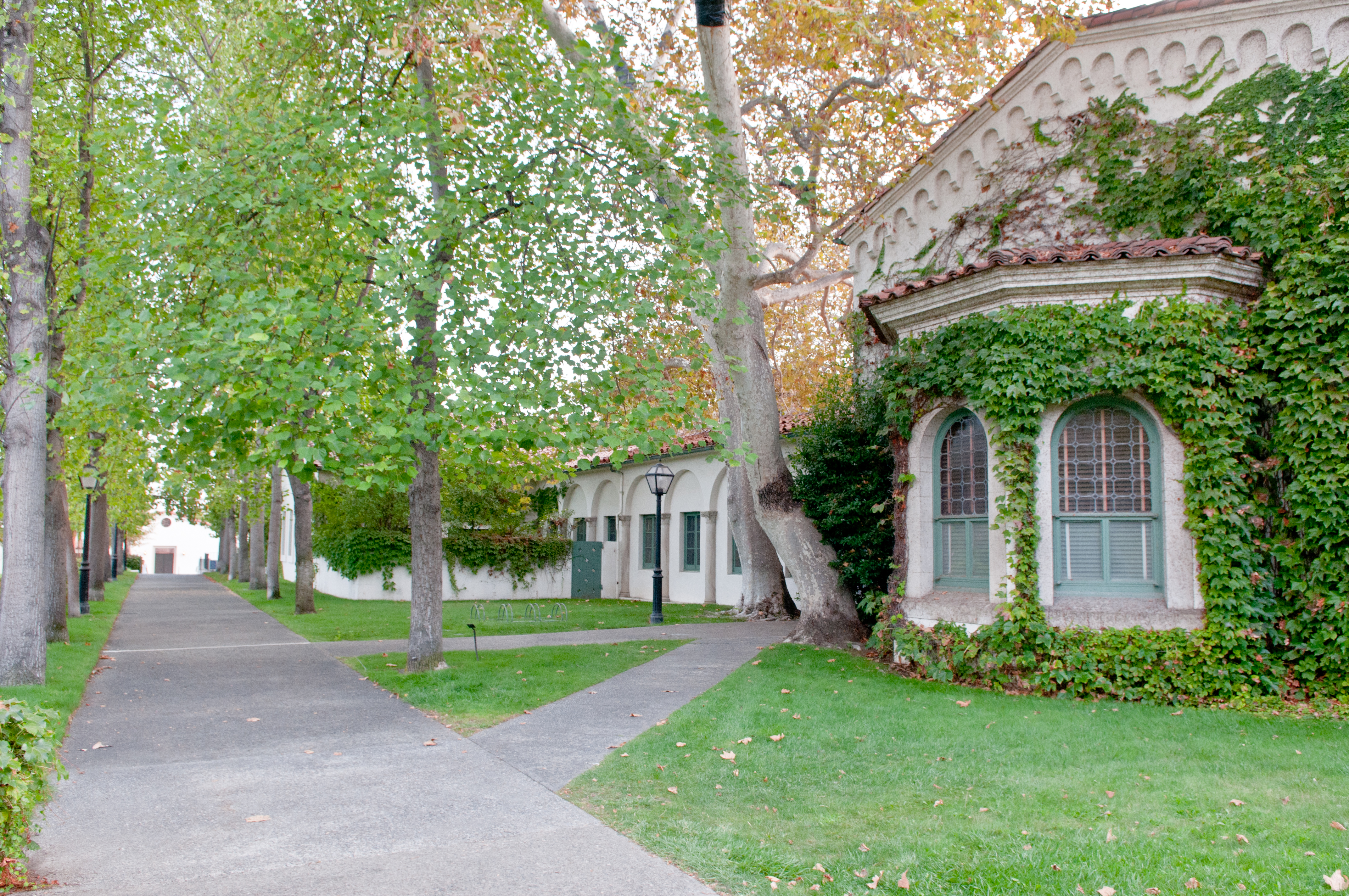
Скриппс-колледж, Клермонт

В список колледжей и университетов американского штата Калифорнии включены государственные и частные высшие учебные заведения с двухлетним и четырёхлетним сроком обучения.

## Военные учебные заведения
- Морская высшая школа[англ.], основана в 1909 году, аспирантура ВМФ США, выпускники получают степени магистра, инженера[англ.] и доктора.
- Военный институт иностранных языков МО США

## Общественные учебные заведения
В Калифорнии существует сразу три объединения общественных (публичных) высших учебных заведений, которые, в отличие от частных вузов, преимущественно финансируются властями штатов за счёт государственных средств. Это Университет штата Калифорния, в который входят 23 университета и 478 638 студентов (2016), Калифорнийский университет, объединяющий 10 университетов и 270 112 студентов (2017), и Калифорнийская система муниципальных колледжей, которая включает в себя 114 колледжей и около 2,1 млн студентов.

### Общественные университеты
| Название                                              | Город                | Система                      | Год основания | Студенты (2017) |
| ----------------------------------------------------- | -------------------- | ---------------------------- | ------------- | --------------- |
| Калифорнийский университет в Беркли                   | Беркли               | Калифорнийский университет   | 1868          | 40 173          |
| Калифорнийский университет в Дейвисе                  | Дейвис               | Калифорнийский университет   | 1908          | 37 397          |
| Калифорнийский университет в Ирвайне                  | Ирвайн               | Калифорнийский университет   | 1965          | 33 467          |
| Калифорнийский университет в Лос-Анджелесе            | Лос-Анджелес         | Калифорнийский университет   | 1919          | 44 947          |
| Калифорнийский университет в Мерседе                  | Мерсед               | Калифорнийский университет   | 2005          | 7 336           |
| Калифорнийский университет в Риверсайде               | Риверсайд            | Калифорнийский университет   | 1954          | 22 990          |
| Калифорнийский университет в Сан-Диего                | Ла-Холья (Сан-Диего) | Калифорнийский университет   | 1960          | 35 816          |
| Калифорнийский университет в Санта-Барбаре            | Санта-Барбара—Голета | Калифорнийский университет   | 1891          | 24 346          |
| Калифорнийский университет в Санта-Крузе              | Санта-Круз           | Калифорнийский университет   | 1965          | 18 783          |
| Калифорнийский университет в Сан-Франциско            | Сан-Франциско        | Калифорнийский университет   | 1864          | 4 857           |
| Калифорнийская морская академия                       | Вальехо              | Университет штата Калифорния | 1929          | 1 050           |
| Политехнический университет штата Калифорния          | Сан-Луис-Обиспо      | Университет штата Калифорния | 1901          | 22 188          |
| Политехнический университет штата Калифорния в Помоне | Помона               | Университет штата Калифорния | 1938          | 25 894          |
| Университет штата Калифорния в Бейкерсфилде           | Бейкерсфилд          | Университет штата Калифорния | 1965          | 9 863           |
| Университет штата Калифорния в Ченнэл-Исландс         | Камарильо            | Университет штата Калифорния | 2002          | 7 053           |
| Университет штата Калифорния в Чико                   | Чико                 | Университет штата Калифорния | 1887          | 17 789          |
| Университет штата Калифорния в Домингес-Хиллс         | Карсон               | Университет штата Калифорния | 1960          | 15 179          |
| Университет штата Калифорния в Ист-Бэй                | Хейвард              | Университет штата Калифорния | 1959          | 15 435          |
| Университет штата Калифорния во Фресно                | Фресно               | Университет штата Калифорния | 1911          | 25 168          |
| Университет штата Калифорния в Фуллертоне             | Фуллертон            | Университет штата Калифорния | 1957          | 40 439          |
| Университет штата Калифорния в Лонг-Бич               | Лонг-Бич             | Университет штата Калифорния | 1949          | 37 065          |
| Университет штата Калифорния в Лос-Анджелесе          | Лос-Анджелес         | Университет штата Калифорния | 1947          | 28 253          |
| Университет штата Калифорния в Монтерей-Бэй           | Сисайд—Марина        | Университет штата Калифорния | 1994          | 7 131           |
| Университет штата Калифорния в Нортридже              | Нортридж             | Университет штата Калифорния | 1958          | 39 816          |
| Университет штата Калифорния в Сакраменто             | Сакраменто           | Университет штата Калифорния | 1947          | 30 661          |
| Университет штата Калифорния в Сан-Бернардино         | Сан-Бернардино       | Университет штата Калифорния | 1965          | 20 461          |
| Университет штата Калифорния в Сан-Маркосе            | Сан-Маркос           | Университет штата Калифорния | 1988          | 13 893          |
| Университет штата Калифорния в Станислаусе            | Терлок               | Университет штата Калифорния | 1957          | 10 003          |
| Университет штата Калифорния в Гумбольдте             | Аркейта              | Университет штата Калифорния | 1913          | 8 347           |
| Университет штата Калифорния в Сан-Диего              | Сан-Диего            | Университет штата Калифорния | 1897          | 34 828          |
| Университет штата Калифорния в Сан-Франциско          | Сан-Франциско        | Университет штата Калифорния | 1899          | 29 607          |
| Университет штата Калифорния в Сан-Хосе               | Сан-Хосе             | Университет штата Калифорния | 1857          | 33 409          |
| Университет штата Калифорния в Сономе                 | Ронерт-Парк          | Университет штата Калифорния | 1960          | 9 223           |

1. ↑  Основан как сельскохозяйственный колледж при Университете в Беркли, статус университета с 1959 года
2. ↑  Основан в 1881 году как южный филиал Нормальной школы штата Калифорния, присоединился к системе Калифорнийского университета в 1919 году, университет с 1927 года
3. ↑  Основан в 1891 году как независимый учительский колледж, присоединился к системе Калифорнийского университета в 1944 году, университет с 1958 года
4. ↑  Основан в 1864 году как Толандский медицинский колледж, объединился с Калифорнийским университетом в Беркли в 1873 году, независимый университет с 1964 года
5. ↑  Основана как Калифорнийская морская школа (англ. California Nautical School), академия с 1939 года, в 1970-х годах перешла на четырёхлетнее обучение, с 1996 года часть системы Университета штата Калифорния
6. ↑  Основан как Калифорнийская политехническая школа, с 1947 года Политехнический колледж штата Калифорния, с 1971 года — университет
7. ↑  Основан как южный филиал Калифорнийской политехнической школы, с 1966 года независимое учебное заведение и часть системы Университета штата Калифорния, с 1972 года — университет
8. ↑  Основан как северный филиал Нормальной школы штата Калифорния, с 1921 года учительский колледж, с 1931 года Колледж штата Калифорния в Чико, с 1972 года университет

## Частные университеты и колледжи
| Название                                                 | Город                      | Год основания | Классификация Карнеги                                            | Тип                        | Спорт                                              | Связи                                                                             | Примечания |
| -------------------------------------------------------- | -------------------------- | ------------- | ---------------------------------------------------------------- | -------------------------- | -------------------------------------------------- | --------------------------------------------------------------------------------- | --- |
| Университет Академии искусств                            | Сан-Франциско              | 1929          | Профильные учреждения (искусство)                                | коммерческая организация   | NCAA Div. II                                       | —                                                                                 | — |
| Международный университет Аллайант                       | Сан-Диего                  | 1952          | Докторский/исследовательский университет                         | коммерческая организация   | —                                                  | Arist Education System (Bertelsmann Education Group)                              | — |
| Университет американского наследия в Южной Калифорнии    | Онтэрио                    | 2003          | —                                                                | коммерческая организация   | —                                                  | —                                                                                 | — |
| Американский еврейский университет                       | Лос-Анджелес               | 1947          | Бакалаврские колледжи (искусства и науки)                        | некоммерческая организация | —                                                  | Иудаизм                                                                           | Внеконфессиональный |
| Университет Анахайма                                     | Анахайм                    | 1996          | Магистерские колледжи и университеты                             | коммерческая организация   | —                                                  | —                                                                                 | Национальный аккредитованный коммерческий университет, один из первых в США с онлайн-магистратурой                                                          |
| Антиокский университет Лос-Анджелеса                     | Калвер-Сити                | 1972          | Магистерские колледжи и университеты                             | некоммерческая организация | —                                                  | Антиокский университет                                                            | Небольшая частная некоммерческая гуманитарная школа |
| Университет Аргоси                                       | Лос-Анджелес               | 2001          | Бакалаврские колледжи (искусства и науки)                        | коммерческая организация   | —                                                  | Dream Center Education Holdings (DCEH), LLC                                       | — |
| Колледж дизайна Арт-Центр                                | Пасадина                   | 1930          | Профильные учреждения (искусство)                                | некоммерческая организация | —                                                  | —                                                                                 | — |
| Тихоокеанский университет Азусы                          | Азуса                      | 1899          | Докторский/исследовательский университет                         | некоммерческая организация | NCAA Div. II                                       | Христианский (межконфессиональный)                                                | — |
| Берианский библейский колледж                            | Пауэй                      | 1971          | —                                                                | —                          | —                                                  | Living Way Church                                                                 | Неаккредитованный христианский колледж |
| Университет Биола                                        | Ла-Мирада                  | 1908          | Докторский/исследовательский университет                         | некоммерческая организация | NAIA                                               | Евангельские христиане,                                                           | — |
| Университет Брандман                                     | Ирвайн                     | 2009          | Магистерские колледжи и университеты (большой)                   | некоммерческая организация | —                                                  | Система Чепменского университета                                                  | Регионально аккредитованный вуз, ориентирующийся на работающих взрослых                                                                                     |
| Калифорнийский баптистский университет                   | Риверсайд                  | 1950          | Магистерские колледжи и университеты (большой)                   | некоммерческая организация | NCAA Div. II                                       | Южная баптистская конвенция в Калифорнии                                          | Университет свободных искусств |
| Калифорнийский колледж искусств                          | Сан-Франциско              | 1907          | Профильные учреждения (искусство)                                | некоммерческая организация | —                                                  | —                                                                                 | — |
| Калифорнийский колледж Сан-Диего                         | Сан-Диего                  | 1978          | Профильные учреждения (здравоохранение)                          | некоммерческая организация | —                                                  | Центр превосходства в высшем образовании                                          | — |
| Калифорнийский институт интегральных исследований        | Сан-Франциско              | 1968          | Докторский/исследовательский университет                         | некоммерческая организация | —                                                  | —                                                                                 | — |
| Калифорнийский технологический институт                  | Пасадина                   | 1891          | Исследовательский университет (очень высокая научная активность) | некоммерческая организация | NCAA Div. III                                      | —                                                                                 | — |
| Калифорнийский институт искусств                         | Валенсия                   | 1961          | Профильные учреждения (искусство)                                | некоммерческая организация | —                                                  | —                                                                                 | Первый в США вуз, созданный специально для изучения визуальных и исполнительских искусств                                                                   |
| Калифорнийский лютеранский университет                   | Таузанд-Окс                | 1959          | Магистерские колледжи и университеты (большой)                   | некоммерческая организация | NCAA Div. III                                      | Евангелическая лютеранская церковь в Америке                                      | Университет свободных искусств |
| Калифорнийский университет Мирамар                       | Сан-Диего                  | 2005          | —                                                                | коммерческая организация   | —                                                  | —                                                                                 | Временная аккредитация, дистанционное обучение |
| Калифорнийский университет Саут-Бей                      | Саннивейл                  | 2007          | —                                                                | —                          | —                                                  | —                                                                                 | Неаккредитованный |
| Университет Южной Калифорнии                             | Коста-Меса                 | 1978          | Не классифицирован                                               | коммерческая организация   | —                                                  | —                                                                                 | — |
| Южнокалифорнийская школа права                           | Риверсайд                  | 1971          | —                                                                | —                          | —                                                  | —                                                                                 | Вечерняя юридическая школа неполного дня, будет закрыта после выпуска 2020 года                                                                             |
| Калифорнийский университет менеджмента и наук            | Анахайм                    | 1998          | —                                                                | некоммерческая организация | —                                                  | —                                                                                 | — |
| Калифорнийский университет менеджмента и технологий      | Сан-Хосе                   | —             | —                                                                | —                          | —                                                  | —                                                                                 | Программы и курсы предназначены для студентов, занятых полный или неполный рабочий день                                                                     |
| Чепменский университет                                   | Ориндж                     | 1861          | Магистерские колледжи и университеты (большой)                   | некоммерческая организация | NCAA Div. III                                      | «Церковь Христа» («Ученики Христа»)                                               | — |
| Университет медицины и наук Чарльза Дрю                  | Уиллоубрук                 | 1966          | Профильные учреждения (здравоохранение)                          | некоммерческая организация | —                                                  | Член Фонда колледжа Тергуда Маршалла                                              | Входит в число исторически чёрных вузов |
| Высший университет Клермонта                             | Клермонт                   | 1925          | Исследовательский университет (очень высокая научная активность) | некоммерческая организация | —                                                  | «Колледжи Клермонта»                                                              | — |
| Клермонтский колледж Маккенна                            | Клермонт                   | 1946          | Бакалаврские колледжи (искусства и науки)                        | некоммерческая организация | NCAA Div. III                                      | «Колледжи Клермонта»                                                              | Колледж свободных искусств совместного обучения |
| Политехнический колледж Когсвелл                         | Саннивейл                  | 1887          | Бакалаврские колледжи (диверсифицированный)                      | коммерческая организация   | —                                                  | —                                                                                 | Первое техническое учебное заведение на Западе |
| Университет Конкордия в Ирвайне                          | Ирвайн                     | 1976          | Магистерские колледжи и университеты (большой)                   | некоммерческая организация | NAIA                                               | Лютеранская церковь — Миссурийский синод, Университетская система Конкордия       | — |
| Кулинарный институт Америки в Грейстоун                  | Сент-Хелина                | 1995          | Профильные учреждения (другие)                                   | некоммерческая организация | —                                                  | Кулинарный институт Америки                                                       | — |
| Колледж Дип Спрингс                                      | Дип-Спрингс                | 1917          | —                                                                | —                          | —                                                  | —                                                                                 | Двухгодичный гуманитарный колледж, самый маленький вуз США                                                                                                  |
| Институт дизайна в Сан-Диего                             | Сан-Диего                  | —             | Профильные учреждения (искусство)                                | коммерческая организация   | —                                                  | —                                                                                 | — |
| Университет ДеВри в Калифорнии                           | 4 кампуса в разных городах | 1931          | коммерческая организация                                         | —                          | —                                                  | Университет ДеВри                                                                 | — |
| Доминиканский университет в Калифорнии                   | Сан-Рафел                  | 1890          | Магистерские колледжи и университеты (средний)                   | некоммерческая организация | NCAA Div. II                                       | Доминиканские сёстры в Сан-Рафеле                                                 | — |
| Имперский колледж                                        | Санта-Моника               | 1983          | Профильные учреждения (здравоохранение)                          | некоммерческая организация | —                                                  | —                                                                                 | Восточная медицина |
| Эпический библейский колледж                             | Сакраменто                 | 1974          | —                                                                | —                          | —                                                  | Исторически связан с Ассамблеями Бога                                             | Межконфессиональный |
| Модный институт дизайна и мерчандайзинга                 | Лос-Анджелес               | 1969          | Профильные учреждения (искусство)                                | коммерческая организация   | —                                                  | —                                                                                 | Мода, развлечения, красота, дизайн интерьера и графический дизайн                                                                                           |
| Тихоокеанский университет Фресно                         | Фресно                     | 1944          | Магистерские колледжи и университеты (средний)                   | некоммерческая организация | NCAA Div. II                                       | Меннонитская братская церковь                                                     | Христианский университет |
| Теологическая семинария Фуллера                          | Пасадина                   | 1947          | Профильные учреждения (религия)                                  | некоммерческая организация | —                                                  | Баптисты                                                                          | — |
| Университет Голден Гейт                                  | Сан-Франциско              | 1901          | Магистерские колледжи и университеты (большой)                   | некоммерческая организация | —                                                  | —                                                                                 | Светский |
| Высший теологический союз                                | Беркли                     | 1962          | Профильные учреждения (религия)                                  | некоммерческая организация | —                                                  | Калифорнийский университет в Беркли                                               | Экуменический и межрелигиозный консорциумом восьми частных независимых американских богословских школ и одиннадцати центров и филиалов                      |
| Колледж Харви Мадда                                      | Клермонт                   | 1955          | Бакалаврские колледжи (искусства и науки)                        | некоммерческая организация | NCAA Div. III                                      | «Колледжи Клермонта»                                                              | Колледж свободных искусств |
| Университет Хергуан                                      | Саннивейл                  | 2008          | —                                                                | —                          | —                                                  | —                                                                                 | Неаккредитован |
| Университет Святых Имён                                  | Окленд                     | 1868          | Магистерские колледжи и университеты (средний)                   | некоммерческая организация | —                                                  | Сёстры Святых Имён Иисуса и Марии                                                 | Частный католический университет совместного обучения |
| Международный университет Хоуп                           | Фуллертон                  | 1928          | Бакалаврские колледжи (диверсифицированный)                      | некоммерческая организация | Спортивная конференция Голден Стэйт                | Реставрационисты, Христианские церкви и церкви Христа                             | Христианский межконфессиональный частный университет |
| Международная школа бизнеса Хальта                       | Сан-Франциско              | 1964          | Магистерские колледжи и университеты                             | некоммерческая организация | —                                                  | —                                                                                 | Частная глобальная бизнес-школа |
| Университет Хамфрис                                      | Стоктон                    | 1896          | Бакалаврские колледжи (диверсифицированный)                      | некоммерческая организация | —                                                  | —                                                                                 | Независимый, некоммерческий университет |
| Ай-Си-Ди-Си-колледж                                      | Хантингтон-Парк            | 1995          | Профессиональный колледж (частный коммерческий)                  | коммерческая организация   | —                                                  | —                                                                                 | Основан International Career Development Center, Inc. После её ликвидации стал партнёром Международного университета Трайдент                               |
| Колледж Образа Божьего                                   | Оук-Глен                   | 2010          | —                                                                | —                          | —                                                  | Евангельские христиане                                                            | Классический христианский гуманитарный колледж |
| Международный технологический университет                | Сан-Хосе                   | 1994          | Магистерские колледжи и университеты (средний)                   | некоммерческая организация | —                                                  | —                                                                                 | — |
| Университет Джона Ф. Кеннеди                             | Плезант-Хилл               | 1964          | Магистерские колледжи и университеты (средний)                   | некоммерческая организация | —                                                  | Национальная университетская система                                              | — |
| Католический университет Иоанна Павла Великого           | Эскондидо                  | 2003          | —                                                                | —                          | —                                                  | —                                                                                 | Независимый католический университет |
| Высший институт Кека                                     | Клермонт                   | 1997          | Одиночный постбакалавриат (другие области)                       | некоммерческая организация | —                                                  | «Колледжи Клермонта»                                                              | — |
| Университет Ла-Сьерра                                    | Риверсайд                  | 1992          | Магистерские колледжи и университеты (средний)                   | некоммерческая организация | —                                                  | Адвентисты седьмого дня                                                           | Некоммерческий университет совместного обучения |
| Колледж искусств и дизайна Лагуны                        | Лагуна-Бич                 | 1961          | Профильные учреждения (искусство)                                | некоммерческая организация | —                                                  | —                                                                                 | Дуально аккредитованный частный колледж |
| Тихоокеанский колледж LIFE                               | Сан-Димас                  | 1923          | Профильные учреждения (религия)                                  | некоммерческая организация | —                                                  | Международная церковь четырёхстороннего Евангелия                                 | LIFE — Lighthouse of International Foursquare Evangelism (в переводе с англ. — «Международный маяк четырёхстороннего евангелизма»                           |
| Университет Линкольна                                    | Окленд                     | 1926          | Магистерские колледжи и университеты (малый)                     | некоммерческая организация | —                                                  | —                                                                                 | Светский, временно аккредитованный |
| Университет Лома-Линды                                   | Лома-Линда                 | 1905          | Профильные учреждения (медицина)                                 | некоммерческая организация | —                                                  | Адвентисты седьмого дня                                                           | Университет наук о здоровье совместного образования |
| Музыкальный колледж Лос-Анджелеса                        | Пасадина                   | 1996          | —                                                                | коммерческая организация   | —                                                  | —                                                                                 | Музыкальный |
| Университет Лойола Мэримаунт                             | Лос-Анджелес               | 1911          | Магистерские колледжи и университеты (большой)                   | некоммерческая организация | NCAA Div. I                                        | Римско-католическая церковь, член AJCU                                            | Один из крупнейших католических университетов на Западном побережье                                                                                         |
| Калифорнийский университет Мэримаунт                     | Ранчо Палос Верде          | 1932          | Профессиональный колледж (частный коммерческий)                  | некоммерческая организация | NAIA                                               | Римско-католическая церковь, «Мэримаунт»                                          | Частный колледж свободных искусств |
| Университет Мастерс                                      | Санта-Кларита              | 1927          | Бакалаврские колледжи (диверсифицированный)                      | некоммерческая организация | NAIA                                               | Евангельские христиане, Церковь сообщества Грейс                                  | Консервативный межконфессиональный гуманитарный университет                                                                                                 |
| Менло-колледж                                            | Атертон                    | 1927          | Бакалаврские колледжи (диверсифицированный)                      | некоммерческая организация | NAIA                                               | —                                                                                 | — |
| Миллс-колледж                                            | Окленд                     | 1852          | Магистерские колледжи и университеты (средний)                   | некоммерческая организация | NCAA Div. III                                      | —                                                                                 | Первый женский колледж к западу от Скалистых гор |
| Институт международных исследований Миддлбери в Монтерее | Монтерей                   | 1955          | Магистерские колледжи и университеты (большой)                   | некоммерческая организация | —                                                  | Миддлбери-колледж                                                                 | — |
| Университет Маунт-Сент-Мэри                              | Лос-Анджелес               | 1925          | Магистерские колледжи и университеты (малый)                     | некоммерческая организация | —                                                  | Римско-католическая церковь, «Сёстры святого Иосифа»                              | Частный независимый католический гуманитарный колледж, главным образом для женщин                                                                           |
| Национальный университет                                 | Ла-Холья                   | 1971          | Магистерские колледжи и университеты (большой)                   | некоммерческая организация | —                                                  | —                                                                                 | — |
| Нью-Йоркская киноакадемия                                | Лос-Анджелес               | 1992          | —                                                                | коммерческая организация   | —                                                  | Кампус Нью-Йоркской киноакадемии в Лос-Анджелесе                                  | Кинематограф и театр |
| Новая школа архитектуры и дизайна                        | Сан-Диего                  | 1980          | Профильные учреждения (искусство)                                | коммерческая организация   | —                                                  | —                                                                                 | — |
| Северо-Западный политехнический университет              | Фримонт                    | 1984          | Профильные учреждения (инженерия)                                | некоммерческая организация | —                                                  | —                                                                                 | — |
| Университет Пресвятой Девы Марии из Намюра               | Белмонт                    | 1851          | Магистерские колледжи и университеты (средний)                   | некоммерческая организация | NCAA Div. II                                       | Римско-католическая церковь, Сёстры Пресвятой Девы Марии из Намюра                | — |
| Колледж Оук Вэлли                                        | Сан-Димас                  | 2016          | Бакалаврские колледжи (искусства и науки)                        | некоммерческая организация | —                                                  | —                                                                                 | Светский, исторически пресвитерианский |
| Оксидентал-колледж                                       | Лос-Анджелес               | 1887          | Бакалаврские колледжи (искусства и науки)                        | некоммерческая организация | NCAA Div. III                                      | —                                                                                 | — |
| Колледж искусств и дизайна Отис                          | Уэстчестер                 | 1918          | Профильные учреждения (искусство)                                | некоммерческая организация | —                                                  | —                                                                                 | Первая независимая профессиональная школа искусств Лос-Анджелеса                                                                                            |
| Тихоокеанская лютеранская духовная семинария             | Беркли                     | 1950          | Профильные учреждения (религия)                                  | некоммерческая организация | —                                                  | Евангелическая лютеранская церковь в Америке, член Высшего теологического союза   | — |
| Колледж Пасифик Оукс                                     | Пасадина                   | 1958          | Профильные учреждения (другое)                                   | некоммерческая организация | —                                                  | —                                                                                 | светский |
| Тихоокеанская школа религии                              | Беркли                     | 1866          | Профильные учреждения (религия)                                  | некоммерческая организация | —                                                  | Объединённая церковь Христа, Объединённая методистская церковь и «Ученики Христа» | Экуменическая семинария |
| Колледж Пасифик-Юнион                                    | Ангвин                     | 1882          | Бакалаврские колледжи (искусства и науки)                        | некоммерческая организация | NAIA                                               | Церковь адвентистов седьмого дня                                                  | — |
| Тихоокеанский высший институт                            | Санта-Барбара              | 1976          | Докторский/исследовательский университет                         | некоммерческая организация | —                                                  | —                                                                                 | — |
| Университет Пало-Альто                                   | Пало-Альто                 | 1975          | Профильные учреждения (здравоохранение)                          | некоммерческая организация | —                                                  | Стэнфордский университет                                                          | — |
| Высшая школа Парди РЭНД                                  | Санта-Моника               |               | Профильные учреждения (Research PhD)                             |                            | —                                                  | RAND Corporation                                                                  | — |
| Университет Паттен                                       | Окленд                     | 1944          | Бакалаврские колледжи (диверсифицированный)                      | коммерческая организация   | —                                                  | Американские евангельские христианские церкви                                     | — |
| Университет Пеппердайн                                   | Малибу                     | 1937          | Докторский/исследовательский университет                         | некоммерческая организация | NCAA Div. I                                        | Церкви Христа                                                                     | — |
| Колледж Питзер                                           | Клермонт                   | 1963          | Бакалаврские колледжи (искусства и науки)                        | некоммерческая организация | NCAA Div. III                                      | «Колледжи Клермонта»                                                              | — |
| Университет Назарянина в Пойнт Лома                      | Сан-Диего                  | 1902          | Магистерские колледжи и университеты (большой)                   | некоммерческая организация | NCAA Div. II                                       | Церковь Назарянина                                                                | Христианский частный колледж свободных искусств |
| Помона-колледж                                           | Клермонт                   | 1887          | Бакалаврские колледжи (искусства и науки)                        | некоммерческая организация | NCAA Div. III                                      | «Колледжи Клермонта»                                                              | Светский гуманитарный колледж совместного обучения |
| Колледж Провиденс Крисчен                                | Пасадина                   | 2002          | Бакалаврские колледжи (искусства и науки)                        | некоммерческая организация | —                                                  | Кальвинисты                                                                       | Аккредитованный четырёхлетний колледж свободных искусств |
| Колледж святой Марии в Калифорнии                        | Морага                     | 1863          | Магистерские колледжи и университеты (большой)                   | некоммерческая организация | NCAA Div. I                                        | Римско-католическая церковь, «Школьные братья»                                    | — |
| Университет Сэмюэла Мерритта                             | Окленд                     | 1909          | Профильные учреждения (здравоохранение)                          | некоммерческая организация | —                                                  | Sutter Health Network, Медицинский центр Альта-Бейтс–Саммит                       | Полностью аккредитованный вуз в области здравоохранения |
| Христианский колледж Сан-Диего                           | Санти                      | 1970          | Бакалаврские колледжи (искусства и науки)                        | некоммерческая организация | NAIA                                               | Евангельские христиане                                                            | Межконфессиональный |
| Университет интегративных исследований в Сан-Диего       | Сан-Диего                  | 1999          | —                                                                | —                          | —                                                  | —                                                                                 | — |
| Архитектурный институт Сан-Франциско                     | Беркли                     | 1990          | —                                                                | —                          | —                                                  | —                                                                                 | — |
| Колледж права Сан-Хоакин                                 | Кловис                     | 1969          | Профильные учреждения (право)                                    | некоммерческая организация | —                                                  | —                                                                                 | — |
| Университет Санта-Клары                                  | Санта-Клара                | 1851          | Магистерские колледжи и университеты (большой)                   | некоммерческая организация | NCAA Div. I                                        | Римско-католическая церковь (иезуиты)                                             | — |
| Университет Сэйбрук                                      | Окленд                     | 1971          | —                                                                | —                          | —                                                  | —                                                                                 | Последипломное образование с упором на гуманистическую психологию                                                                                           |
| Скрипс-колледж                                           | Клермонт                   | 1926          | Бакалаврские колледжи (искусства и науки)                        | некоммерческая организация | NCAA Div. III                                      | «Колледжи Клермонта»                                                              | Женский колледж свободных искусств |
| Университет Симпсона                                     | Реддинг                    | 1921          | Бакалаврские колледжи (искусства и науки)                        | некоммерческая организация | NAIA                                               | Христианский и миссионерский альянс                                               | Гуманитарный университет |
| Университет Сока в Америке                               | Алисо Вьехо                | 2001          | Бакалаврские колледжи (искусства и науки)                        | некоммерческая организация | NAIA                                               | Университет Сока (Япония)                                                         | Гуманитарный университет |
| Южнокалифорнийский архитектурный институт                | Лос-Анджелес               | 1972          | Профильные учреждения (искусство)                                | некоммерческая организация | —                                                  | —                                                                                 | Независимая архитектурная школа |
| Университет южных штатов                                 | Сан-Диего                  | 1983          | —                                                                | коммерческая организация   | —                                                  | Tepper Technologies, Inc.                                                         | — |
| Стэнфордский университет                                 | Станфорд                   | 1891          | Исследовательский университет (очень высокая научная активность) | некоммерческая организация | NCAA Div. I FBS                                    | —                                                                                 | — |
| Школа священников Старра Кинга                           | Беркли                     | 1904          | Профильные учреждения (религия)                                  | некоммерческая организация | —                                                  | Ассоциация унитарианских универсалистов, член Высшего теологического союза        | Многорелигиозная семинария |
| Институт искусств Калифорнии – Сан-Франциско             | Сан-Франциско              | 1997          | Профильные учреждения (искусство)                                | коммерческая организация   | —                                                  | Dream Center Education Holdings (DCEH), LLC                                       | — |
| Колледж Фомы Аквинского                                  | Санта-Пола                 | 1971          | Бакалаврские колледжи (искусства и науки)                        | некоммерческая организация | —                                                  | Римско-католическая церковь                                                       | — |
| Калифорнийский университет Торо                          | Вальехо                    | 1997          | —                                                                | некоммерческая организация | —                                                  | Иудаизм, Система колледжей и университетов Торо                                   | Медицинская высшая школа |
| Международный университет Трайдент                       | Сайпресс                   | 1998          | Докторский университет                                           | коммерческая организация   | —                                                  | —                                                                                 | Региональный аккредитованный онлайн-университет |
| Университет Антелоп-Валли                                | Ланкастер                  | 1997          | —                                                                | коммерческая организация   | NAIA                                               | —                                                                                 | Региональная аккредитация |
| Университет Ла-Верна                                     | Ла-Верн                    | 1891          | Докторский/исследовательский университет                         | некоммерческая организация | NCAA Div. III                                      | Церковь братьев                                                                   | — |
| Университет Северной Калифорнии                          | Петалума                   | 1993          | —                                                                | —                          | —                                                  | —                                                                                 | — |
| Университет Редлендса                                    | Редлендс                   | 1907          | Магистерские колледжи и университеты (большой)                   | некоммерческая организация | NCAA Div. III                                      | —                                                                                 | Светский, поддерживает связи с Американская баптистская церковь США                                                                                         |
| Университет Сан-Диего                                    | Сан-Диего                  | 1949          | Докторский/исследовательский университет                         | некоммерческая организация | NCAA Div. I FCS                                    | Римско-католическая церковь                                                       | — |
| Университет Сан-Франциско                                | Сан-Франциско              | 1855          | Докторский/исследовательский университет                         | некоммерческая организация | NCAA Div. I                                        | Римско-католическая церковь (иезуиты)                                             | — |
| Университет Южной Калифорнии                             | Лос-Анджелес               | 1880          | Исследовательский университет (очень высокая научная активность) | некоммерческая организация | NCAA Div. I FBS                                    | —                                                                                 | Самый старый частный исследовательский университет на Западе                                                                                                |
| Университет Тихого океана                                | Стоктон                    | 1851          | Докторский/исследовательский университет                         | некоммерческая организация | NCAA Div. I                                        | —                                                                                 | Самый старый уставной университет Калифорнии, первый в Калифорнии независимый кампус совместного обучения и первая музыкальная школа на Западном побережье. |
| Университет народа                                       | Пасадина                   | 2009          | Бесплатный университет                                           | некоммерческая организация | —                                                  | —                                                                                 | — |
| Университет Запада                                       | Розмид                     | 1990          | Бакалаврские колледжи (диверсифицированный)                      | некоммерческая организация | —                                                  | Фо Гуан Шань                                                                      | Светский |
| Университет западного Лос-Анджелеса                      | Инглвуд                    | 1966          | Профильные учреждения (право)                                    | некоммерческая организация | —                                                  | —                                                                                 | Юридическая школа |
| Передовой университет Южной Калифорнии                   | Коста-Меса                 | 1920          | Бакалаврские колледжи (диверсифицированный)                      | некоммерческая организация | NAIA                                               | Ассамблеи Бога                                                                    | Аккредитованный христианский университет гуманитарных наук и профессиональных исследований                                                                  |
| Западная семинария в Сакраменто                          | Сакраменто                 | 1927          | Профильные учреждения (религия)                                  | некоммерческая организация | —                                                  | Консервативная баптистская ассоциация Америки, Западная семинария                 | Евангелическая богословская семинария |
| Западная семинария в Сан-Хосе                            | Санта-Клара                | 1927          | Профильные учреждения (религия)                                  | некоммерческая организация | —                                                  | Консервативная баптистская ассоциация Америки, Западная семинария                 | Евангелическая богословская семинария |
| Западный университет медицинских наук                    | Помона                     | 1977          | Профильные учреждения (медицина)                                 | некоммерческая организация | —                                                  | —                                                                                 | — |
| Уэстмонт-колледж                                         | Монтесито                  | 1937          | Бакалаврские колледжи (искусства и науки)                        | некоммерческая организация | NAIA                                               | —                                                                                 | Межконфессиональный христианский гуманитарный колледж |
| Уиттиер-колледж                                          | Уиттиер                    | 1887          | Бакалаврские колледжи (искусства и науки)                        | некоммерческая организация | NCAA Div. III                                      | —                                                                                 | Светский (исторически квакерский) колледж свободных искусств                                                                                                |
| Университет Уильяма Джессапа                             | Роклин                     | 1939          | Профильные учреждения (религия)                                  | некоммерческая организация | NAIA                                               | —                                                                                 | Христианский неконфессиональный университет гуманитарных наук                                                                                               |
| Университет Вудбери                                      | Бербанк                    | 1884          | Магистерские колледжи и университеты (средний)                   | некоммерческая организация | —                                                  | —                                                                                 | Светский университет совместного обучения |
| Зайтуна-колледж                                          | Беркли                     | 2008          | —                                                                | некоммерческая организация | Бакалавр искусств по исламскому праву и богословию | —                                                                                 | Мусульманский |